# Zhong Lin Wang
Zhong Lin Wang, en chinois : 王中林, en pinyin : Wáng Zhōnglín, né en novembre 1961, est un physicien chinois et américain, spécialisé en science des matériaux et en nanotechnologies, sciences de l'énergie et électronique. Il a reçu le prix mondial des sciences Albert-Einstein et est appelé le père des nanogénérateurs.

## Biographie
Il arrive aux Etats-Unis grâce au programme CUSPEA.
Il reçoit un Ph.D. en physique de l'Université d'État de l'Arizona en 1987. Il est ensuite assistant à l'Université d'État de New York à Stony Brook pendant un an, puis recruté comme chercheur au Laboratoire Cavendish, puis au Laboratoire national d'Oak Ridge et à l'Institut national des normes et de la technologie de 1990 à 1994.
En 1995, il devient professeur associé à Georgia Tech. Il y devient ensuite professeur titulaire en 1999, puis professeur distingué en 2004, puis titulaire de la chaire Hightower de science des matériaux et d'ingénierie en 2010. Il y dirige le centre de caractérisation des nanostructures de 2000 à 2015. Il finit professeur émérite à Georgia Tech. A partir de 2012, il dirige à temps partiel l'Institut de nanoénergie et des nanosystèmes de l'Académie des sciences de Chine, puis progressivement le dirige à temps plein,.

## Principaux travaux scientifiques
Les travaux de Zhong Lin Wang et de ses équipes sont axés vers l'invention de nanogénérateurs des 3 types : piézoélectriques, pyroélectriques et triboélectriques.
Il invente les nanogénérateurs piézoélectriques en 2006 pour générer de l'électricité à partir d'ébergie mécanique grâce à des matrices de nanofils en ZnO.
En 2012, il publie l'invention d'un nanogénérateur pyroélectrique utilisable comme capteur de changement de température auto-alimenté.
Enfin et surtout, il invente le nanogénérateur triboélectrique en 2011,,,.
Ses publications scientifiques ont été citées 495 911 fois (août 2025) et son indice h = 336 le situe parmi les meilleurs scientifiques mondiaux les plus cités,.

## Distinctions
- 2009 : Membre de l'Académie chinoise des sciences[12]
- 2015 : Lauréat des citations Clarivate (en) avec la mention : « Pour son invention des nanogénérateurs piézoélectriques et piézo-photoniques »[13],[14]
- 2018 : Prix ENI (en)[15]
- 2019 : Prix mondial des sciences Albert-Einstein[2]

## liens externes
- Site officiel
- Ressources relatives à la recherche :   - Digital Bibliography & Library Project
  - Dimensions
  - Google Scholar
  - ORCID
  - Scopus
- Notices d'autorité :   - VIAF
  - ISNI
  - BnF (données)
  - IdRef
  - LCCN
  - GND
  - CiNii
  - Pays-Bas
  - Israël
  - NUKAT
  - Norvège
  - Croatie
  - Tchéquie